# Peisos petrunkevitchi
Peisos petrunkevitchi es la única especie del género monotípico de crustáceos decápodos Peisos, perteneciente a la familia de los sergéstidos. Habita en aguas  atlánticas del sudeste de Sudamérica y es denominado comúnmente camarón.

## Taxonomía
Descripción original
Este género, y su única especie, fueron descritos originalmente en el año 1945 por el biólogo marino estadounidense especializado en crustáceos decápodos y ciencias de la pesca Martin David Burkenroad.

## Distribución y hábitat
Esta especie es endémica del océano Atlántico sudoccidental. Se distribuye desde las coordenadas 22°29′S 41°47′W por el norte, a lo largo del sudeste y sur de Brasil (en los estados de: Río de Janeiro, São Paulo, Paraná, Santa Catarina y Río Grande del Sur), el este de Uruguay y las provincias argentinas de Buenos Aires, Río Negro y Chubut hasta la latitud 44°S.

## Costumbres
Esta especie planctónica es una pieza clave en las redes tróficas de los ecosistemas costeros. Su dieta está basada en detritus y fitoplancton, siendo a su vez el alimento de numerosas especies de peces e invertebrados.
Reproducción
Su ciclo reproductivo ocurre en la franja de aguas litorales comprendidas desde la costa hasta una distancia no superior a las 30 millas. Los huevos son libres y el desarrollo larvario comprende 4 nauplios, 5 elaphocaris, 1 acanthosoma y 4 mastigopus (postlarvas).